# Tararua ratuma
Tararua ratuma är en spindelart som beskrevs av Forster och Wilton 1973. Tararua ratuma ingår i släktet Tararua och familjen trattspindlar. Inga underarter finns listade i Catalogue of Life.